# Tisonia cloiselii
Tisonia cloiselii är en videväxtart som beskrevs av Paul Auguste Danguy. Tisonia cloiselii ingår i släktet Tisonia och familjen videväxter. Inga underarter finns listade i Catalogue of Life.